# Cyphochilus flavomarginatus
Cyphochilus flavomarginatus är en skalbaggsart som beskrevs av Frey 1971. Cyphochilus flavomarginatus ingår i släktet Cyphochilus och familjen Melolonthidae. Inga underarter finns listade i Catalogue of Life.